# Tinibeg Khan
Tinibeg Khan fou un efímer kan de l'Horda d'Or, fill i successor d'Uzbeg Khan el 1241. En algunes fonts Tinibeg és esmentat com Insan o Insanbeg però aparentment es tracta d'un error; tant a les fonts russes com en una carta del papa el nom consta com Tinibeg.
Uzbeg va deixar quatre fills: Timur (mort vers el 1330), Tinibeg, Janibeg i Khidr Beg. Tinibeg el va succeir i va ser kan per pocs mesos, sent assassinat pel seu germà més jove Janibeg que d'acord amb la crònica de Troitzki hauria mort igualment al seu germà petit Khidr Beg. Janibeg va pujar al tron.
| Precedit per: Uzbeg Khan | Khan de l'Horda d'Or 1341–1342 | Succeït per: Janibeg |